# 路南街道 (连云港市)
路南街道，是中华人民共和国江苏省连云港市海州区下辖的一个乡镇级行政单位，原属新浦区。

## 行政区划
路南街道下辖以下地区：
路南社区、朝阳社区、扁担河社区、葵花社区、向阳社区、贾圩社区、公园社区、盐河社区和延东社区。